# Tamopsis piankai
Tamopsis piankai är en spindelart som beskrevs av Baehr 1993. Tamopsis piankai ingår i släktet Tamopsis och familjen Hersiliidae.
Artens utbredningsområde är Western Australia. Inga underarter finns listade i Catalogue of Life.